# Новицька Броніслава Іванівна
Броніслава Іванівна Новицька (1927, село Млинівці, Тернопільське воєводство, Польща, тепер Тернопільського району Тернопільської області — ?) — українська радянська діячка, новатор сільськогосподарського виробництва, ланкова колгоспу «Вільне життя» Зборівського району, голова виконкому Млиновецької сільської ради Зборівського району Тернопільської області. Депутат Верховної Ради УРСР 3-го скликання.

## Життєпис
Народилася в бідній селянській родині. Навчалася в сільській школі.
З 1946 року — колгоспниця, голова жіночої ради, ланкова колгоспу «Вільне життя» села Млинівці Зборівського району Тернопільської області. Ланка Новицької вирощувала високі урожаї цукрових буряків — по 500 центнерів із кожного гектара.
З грудня 1950 року — голова виконавчого комітету Млиновецької сільської ради Зборівського району Тернопільської області.

## Нагороди
- медаль «За трудову доблесть»
- медалі